# NGC 6677
NGC 6677 is een spiraalvormig sterrenstelsel in het sterrenbeeld Draak. Het hemelobject werd op 8 juni 1885 ontdekt door de Amerikaanse astronoom Lewis A. Swift.

## Synoniemen
- UGC 11290
- ZWG 322.47
- MCG 11-22-57
- 7ZW 814
- ZWG 323.2
- ARAK 541
- KAZ 209
- KUG 1833+670
- VV 672
- PGC 62035